# Kathryn Hunter
Kathryn Hunter (New York, 9 april 1957) is een [[Amerikaans actrice.
Hunter speelt de rol van Arabella Vaals in de Harry Potterfilm Harry Potter en de Orde van de Feniks.